# Estela Regidor
Estela Mercedes Regidor Belledone (Mercedes, Corrientes; 24 de marzo de 1970) es una abogada y política argentina de la Unión Cívica Radical, que se desempeñó como diputada nacional por la provincia de Corrientes entre 2017 y 2021.

## Biografía
Nacida en 1970 en Mercedes (Corrientes), estudió abogacía en la Facultad de Derecho de la Universidad de Buenos Aires, graduándose en 1998; se especializó en derecho previsional. Adhiere a la fe cristiana evangélica.
Fue designada contralor del Instituto de Previsión Social de la provincia de Corrientes en 2009. En 2016 fue nombrada jefa de la Unidad de Atención Integral de ANSES en la provincia de Corrientes.
En las elecciones legislativas de 2017, fue la primera candidata en la lista de Encuentro por Corrientes (ECO)-Cambiemos. La lista fue la más votada en la provincia, con el 55,43% de los votos, y Regidor fue elegida fácilmente.
Es vicepresidenta segunda de la comisión de Personas Mayores e integra como vocal las comisiones de Previsión y Seguridad Social; de Legislación Laboral; de Juicio Político; y de Familias, Niñez y Juventudes. Se opuso a la legalización del aborto en Argentina, votando en contra de los dos proyectos de ley de Interrupción Voluntaria del Embarazo que fueron debatidos por el Congreso argentino en 2018 y 2020. Más tarde presentó un proyecto de ley fallido para establecer un programa de «adopción temprana».
En 2021, causó controversia cuando notas de voz filtradas entre ella y sus asesores legislativos revelaron que estaba extorsionando a su personal para poder quedarse con hasta el 50% de sus salarios. El escándalo la llevó a tomar una licencia sin goce de sueldo de su cargo en la Cámara de Diputados. También se presentó ante un tribunal de Corrientes para su investigación.